# 岡崎インターチェンジ
岡崎インターチェンジ（おかざきインターチェンジ）は、愛知県岡崎市に所在する東名高速道路のインターチェンジ（IC）である。
高速バス停留所の岡崎バスストップ（BS）を併設している。

## 概要
東名高速道路において、当ICは国道1号に直接接続する最西端のICであるほか、岡崎市内のみならず幸田町、安城市、西尾市、碧南市、衣浦トンネルへアクセスするルートの起点ともなっている非常に重要なインターチェンジである。
伊勢湾岸自動車道開通以前は当ICで降りて名古屋方面へ向かう車両が集中し、国道1号の当ICから豊明市の国道23号との接続地点まで間で慢性的な渋滞が発生していた。その頃は、流出台数・流入台数ともに名古屋ICをも上回る多さで常に混雑していたが、伊勢湾岸自動車道の開通によって分散、緩和された。
下り線では当ICの約2km先に名神高速道路・新名神高速道路草津JCTまでの、「東名・名神経由」「伊勢湾岸道・新名神経由」双方の所要時間を知らせる電光掲示板が設置されている。

## 歴史
- 1968年4月25日 : 岡崎IC - 小牧IC間開通により一部供用。
- 1969年2月1日 : 静岡IC - 岡崎IC開通に伴い完全供用。

## 道路
- E1 東名高速道路（19番）
- 国道1号（龍城通り）
- 愛知県道26号岡崎環状線（竜東メーンロード）

## 料金所
- ブース数 : 11

### 入口
- ブース数 : 4
  - ETC専用 : 2
  - 一般 : 2

### 出口
- ブース数 : 7
  - ETC専用 : 2
  - 一般 : 5

当ICより国道1号名古屋方面へ出た場合、愛知県道26号岡崎環状線と交差する岡崎インター西交差点では（車線変更する車両による渋滞緩和の為）右折して豊田方面へ直接向かうことは出来ない。一旦西尾・蒲郡方面に左折し、すぐに側道に入り道なりに進み県道26号のオーバーパスの下をくぐってUターン後、再び岡崎インター西交差点に差し掛かるので、直進すると豊田方面に向かえる。

## 周辺
- 愛知県警察高速道路交通警察隊岡崎分駐隊
- 名鉄名古屋本線 男川駅
- ヤマダデンキ 家電住まいる館YAMADA岡崎本店
- ロピア・ドラッグストアクリエイト 岡崎インター店
- マクドナルド 岡崎インター店
- ネッツトヨタ東海 岡崎東店
- トイザらス 岡崎店
- DCM 岡崎店
- ジャンボエンチョー 岡崎店
- レッドバロン 本部事務所
- 岡崎市大平町字大河内 - 大河内松平家（伊豆守家）の発祥の地。

## 隣
E1 東名高速道路
(18-1)音羽蒲郡IC - 美合PA - (19)岡崎IC - 岡崎阿知和SIC（事業中） - (19-2)豊田JCT - (19-3) 豊田上郷SA/SIC - (20)豊田IC

## 岡崎バスストップ

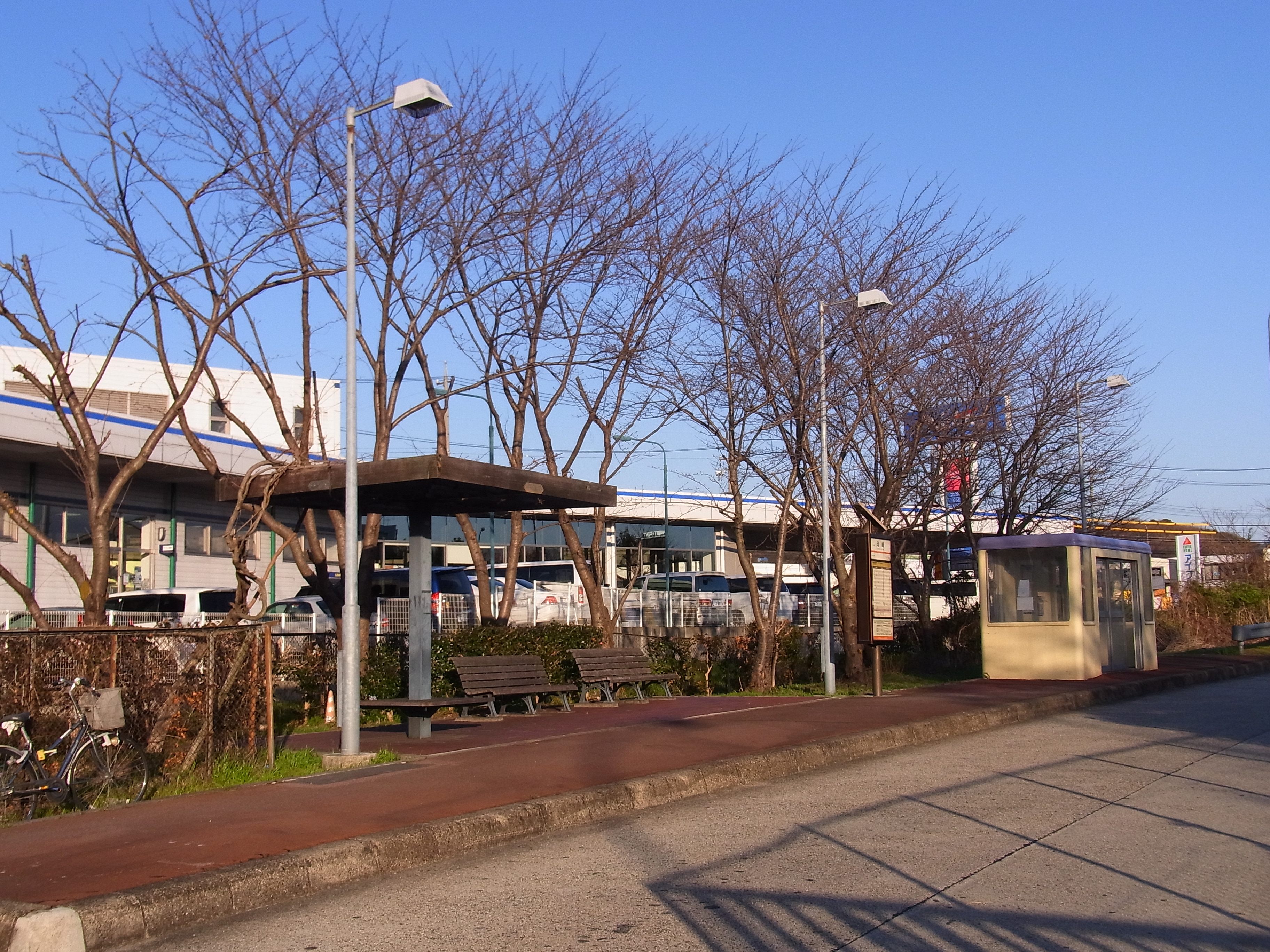
岡崎バスストップ

岡崎インターチェンジの料金所外にある。旅客案内上では東名岡崎（とうめいおかざき）と称する。
東名ハイウェイバスの超特急・急行便が停車する。

### 隣接のバス停
- 岩津BS - 岡崎BS - 本宿BS

### 乗り換え
- 名鉄バス 洞町バス停から東南東へ5分 市営住宅前バス停から北へ徒歩2分
- 名鉄名古屋本線 男川駅から北東へ40分